# Eyüp Sabri Akgöl
Eyüp Sabri Akgöl lub Eyüp Sabri (alb. Ejup Sabriu; ur. 1876 w Ochrydzie jako Ohrili Eyüp Sabri, zm. 16 sierpnia 1950 w Stambule) – osmański i turecki działacz polityczny pochodzenia albańskiego, następnie wieloletni deputowany do Wielkiego Zgromadzenia Narodowego Turcji.

## Życiorys

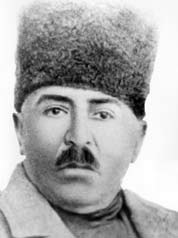
Eyüp Sabri Akgöl (lata 20. XX w.)

Należał do Komitetu Jedności i Postępu, którego w latach 1908–1918 był członkiem komitetu centralnego. W lipcu 1909 roku wziął udział w kongresie w Debarze. Sfinansował budowę szkoły w Ochrydzie, która z powodu wojen bałkańskich została przerwana (współcześnie w danym budynku mieści się gimnazjum). Podczas I wojny światowej działał w tajnej policji Teşkilât-ı Mahsusa, w jej ramach prowadził działalność dywersyjną, wskutek czego został internowany na Malcie. Brał następnie udział w wojnie o niepodległość Turcji.

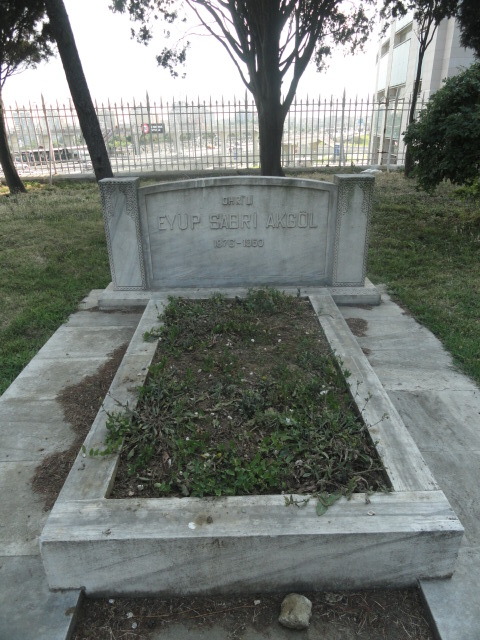
Grób Eyüpa Sabriego Akgöla w stambulskiej dzielnicy Şişli (2011)

Po upadku sułtanatu zaangażował się w działalność Republikańskiej Partii Ludowej. Po raz pierwszy uzyskał mandat do Wielkiego Zgromadzenia Narodowego Turcji w wyborach z 1923 roku i sprawował go do końca kadencji w 1927 roku. Wrócił do parlamentu w wyniku wyborów z 1939 roku, z sukcesem ubiegając się o reelekcję w latach 1943, 1946 i 1950. Zmarł 16 sierpnia 1950 roku w Stambule, trzy dni później miał miejsce jego pogrzeb.

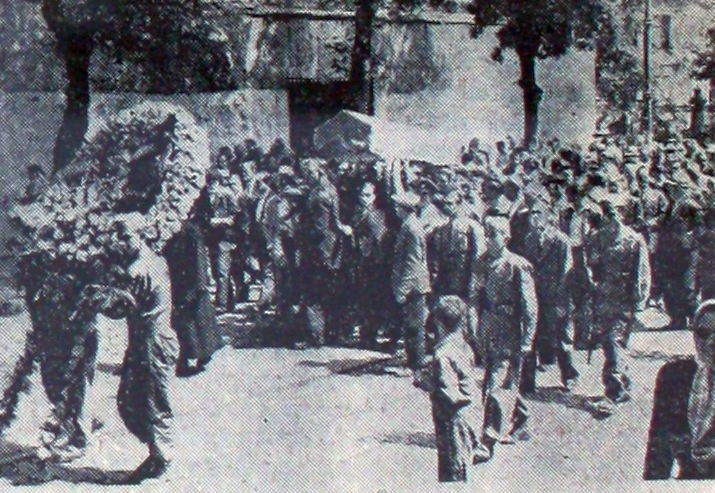
Pogrzeb Eyüpa Sabriego Akgöla (1950)

Znał języki albański oraz turecki.